# UD Las Palmas
Unión Deportiva Las Palmas, S.A.D. je španski nogometni klub iz mesta Las Palmas na Kanarskih otokih. Ustanovljen je bil 22. avgusta 1949, ko so se združili Club Deportivo Gran Canaria, Atlético Club de Fútbol, Real Club Victoria, Arenas Club in Marino Fútbol Club, z namenom, da se ustvari dovolj močan klub na otoku, da ne bi kanarski igralci iskali boljše kariere na celini. Trenutno igra v La Ligi, 1. španski nogometni ligi.
Z domačih tekmovanj ima Las Palmas 1 naslov državnega podprvaka (1968/69) in 1 tretje mesto v La Ligi (1967/68). Bil pa je tudi štirikrat prvak 2. španske lige (1953/54, 1963/64, 1984/85, 1999/00) in dvakrat prvak 2. španske B lige (1992/93, 1995/96) ter enkratni podprvak španskega kraljevega pokala (1978). Je pa tudi edini španski klub, ki se je po inavguralni sezoni zaporedoma uvrščal v višjo ligo. Z evropskih tekmovanj pa ima Las Palmas trikratno uvrstitev v Evropsko ligo. Najboljši rezultat s slednjega tekmovanja ima s sezone 1972/73, ko je v prvem krogu najprej premagal italijanski Torino (0-2, 4-0), nato v drugem krogu slovaško Slovan Bratislavo (2-2, 1-0), a nato v tretjem krogu klonil proti nizozemskem Twenteju. (0-3, 2-1).
Domači stadion Las Palmasa je Estadio Gran Canaria, ki sprejme 32.150 gledalcev. Barvi dresov sta rumena in modra. Nadimek nogometašev je Los Amarillos ("Rumeni").